# Gelimero
Gelimero (in vandalo: Geilamîr, in latino: Gelimer; 480 circa – 553) è stato Re dei Vandali e Alani dal 530 al 534 e ultimo sovrano del Regno Vandalo del Nordafrica.

## Biografia

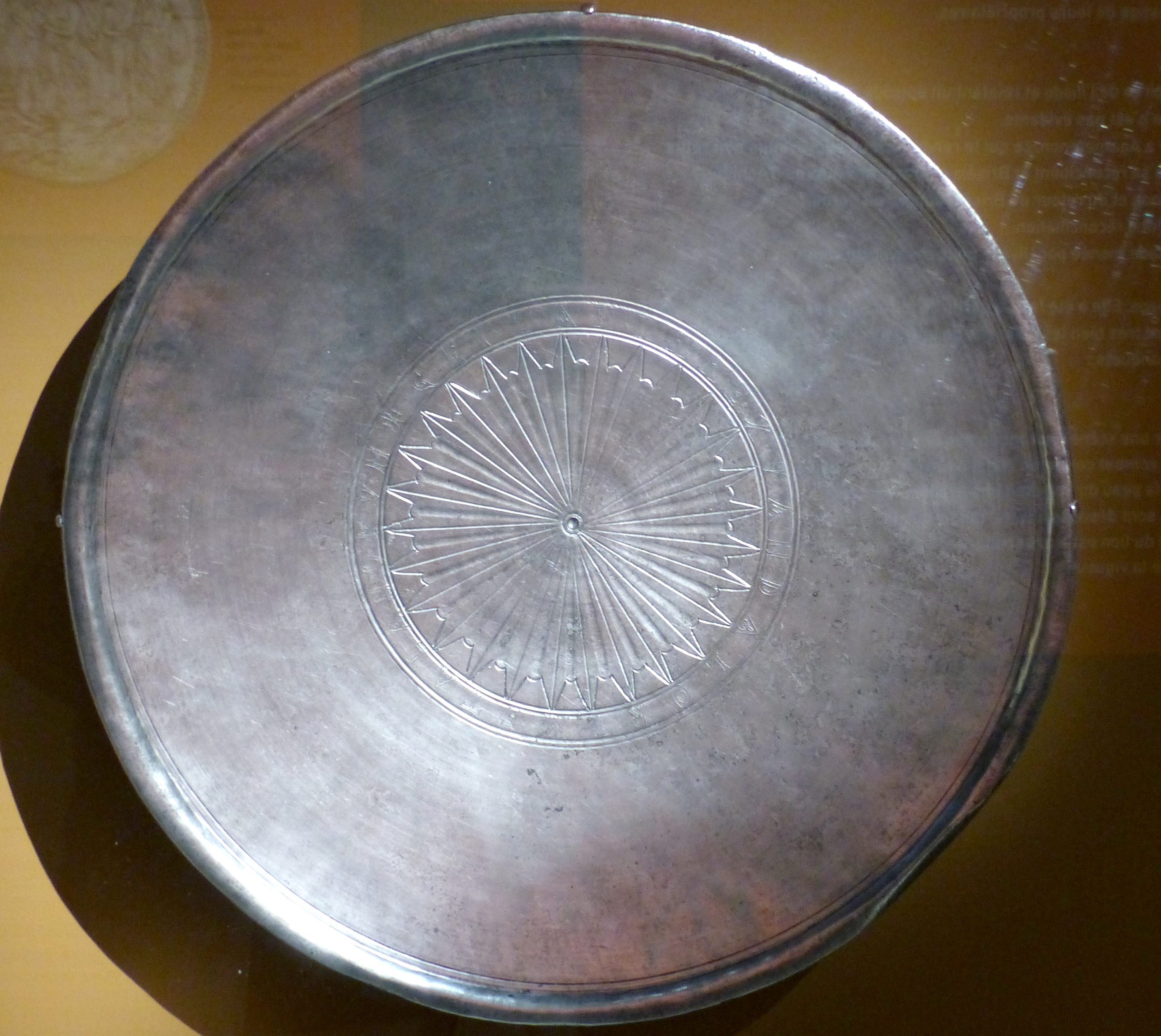
Il missorio di Gelimero (Biblioteca nazionale di Francia)

Figlio di Geilaris (figlio di Gento, a sua volta figlio di Genserico), fu l'ultimo re del Regno dei Vandali. Divenne Re nel 530, in quanto capo della fazione ariana, dopo aver deposto suo cugino Ilderico che aveva irritato la nobiltà vandala a causa della sua conversione al cattolicesimo. La maggior parte di loro infatti era devota all'arianesimo. Gelimero, ariano, ripristinò la politica anticattolica di suo zio Trasamondo.
L'imperatore d'oriente Giustiniano I, che appoggiava Ilderico, si eresse a difensore del deposto re e, prima gentilmente e poi con tono più secco, intimò a Gelimero di esercitare pure il potere ma di rimettere almeno formalmente sul trono il vecchio re Ilderico. Gelimero rispose sprezzante che era disposto a combattere. Allora Giustiniano, che voleva restaurare l'impero nel Nord Africa, siglata la pace coi Persiani, nel 532, dichiarò guerra ai Vandali.
Giustiniano preparò la spedizione soprattutto spinto dal clero e dalla nobiltà romana del regno vandalo che era nuovamente in esilio e per tre fattori favorevoli:
- il regno ostrogoto rimase neutrale permettendo ai bizantini l'approvvigionamento in Sicilia
- il governatore vandalo della Sardegna si era ribellato
- la popolazione romana d'Africa aveva promesso che avrebbe appoggiato i Bizantini.

Alla fine di luglio del 533, al comando di Belisario, partì il convoglio che all'inizio di settembre sbarcò sul promontorio di Caput Vada. L'esercito vandalo oppose una grande resistenza al generale bizantino Belisario e al suo esercito, ma fu sconfitto sempre nel 533, il 13 settembre nella battaglia di Ad Decimum.
Belisario allora marciò su Cartagine che si consegnò ai Bizantini.
Gelimero assediò la città, anche dal mare, ma dato che i rinforzi dalla Sardegna non arrivarono, tolse l'assedio e a metà dicembre fu sconfitto nella battaglia di Ticameron, dove i suoi tesori e la sua famiglia furono catturati dai Bizantini, che occuparono tutte la città del suo regno.
Nel marzo del 534, circondato sul monte Pappua, cosciente che non avrebbe mai potuto riconquistare il suo regno, si arrese a patto di essere trattato onorevolmente. Belisario accettò.
Secondo Procopio (La guerra vandalica, II, 9) Belisario portò Gelimero a Costantinopoli per festeggiare il trionfo sui Vandali e questi, giunto sotto la tribuna imperiale, si gettò ai piedi dell'imperatore in atto di riverenza. L'imperatore lo ricompensò donandogli delle terre dove vivere con la famiglia in Galazia, dove visse come un pensionato imperiale. Non poté diventare però un patrizio perché non abiurò la sua fede ariana.
Il regno vandalo d'Africa, incluse le isole (Sardegna, Corsica e Baleari), venne riconquistato dai Bizantini. Ma alla caduta del regno vandalo si erano ribellate le tribù berbere ed i Mauri, che tennero impegnate le truppe bizantine per circa quindici anni. La nuova provincia d'Africa si poté considerare definitivamente pacificata solo nel 548.
Dei Vandali non rimasero molte tracce.